# Tainarys atra
Tainarys atra (лат.) — вид мелких полужесткокрылых насекомых рода Tainarys из семейства Aphalaridae. Название происходит от латинского слова ater (чёрный) по основной окраске тела.

## Распространение
Встречаются в Неотропике (Бразилия).

## Описание
Мелкие полужесткокрылые насекомые (длина около 2 мм). Внешне похожи на цикадок, задние ноги прыгательные. Тело от тёмно-коричневого до почти чёрного. Темя тёмно-пурпурное. Глаза и оцеллии серые. Сегменты усиков чёрные (1, 8, 9, 10), жёлтый (2), желтовато-коричневые (3—7; вершины 4-го и 6-го члеников тёмно-коричневые). Переднеспинка по переднему краю тёмно-пурпурная. Грудь с небольшими светлыми точками по бокам. Переднее крыло тёмно-коричневое,
с узкой полосой вдоль жилки C+Sc. Заднее крыло полупрозрачное, беловатое. Ноги с охристыми голенями и лапками. Брюшко снизу с легкой узкой продольной средней перевязкой; межсегментарный мембраны светлые. Более молодые экземпляры светлее, с более расширенным светлым рисунком и коричневыми передними крыльями. Передние перепончатые крылья более плотные и крупные, чем задние; в состоянии покоя сложены крышевидно. Антенны короткие, имеют 10 сегментов; на 4-м, 6-м, 8-м и 9-м члениках имеется по одному субапикальному ринарию. Голова широкая. Голени задних ног с короной из нескольких равных апикальных склеротизированных шпор.
Взрослые особи и нимфы питаются, высасывая сок растений. В основном связаны с растениями семейства анакардиевые: Schinus engleri. Вид был впервые описан в 2017 году швейцарским колеоптерологом Даниэлем Буркхардтом (Naturhistorisches Museum, Базель, Швейцария) и его бразильским коллегой Dalva Luiz de Queiroz (Коломбу, Парана, Бразилия).